# オリー・アレクサンダー
オリー・アレクサンダー（Olly Alexander, 1990年7月15日 - ）は、イングランドのシンガーソングライター、俳優。2023年まではイヤーズ・アンド・イヤーズのボーカルとして活動していた。クィア・アイコンの一人として知られている。

## 生い立ち
アレクサンダーはノースヨークシャー州のハロゲートで誕生した。母のヴィッキーは音楽フェスティバルの設立者である。アレクサンダーはコールフォードのセントジョーンズ小学校とモンマス総合学校に通った。
ニューヨーク・タイムズによるとアレクサンダーは父のカシオのキーボードを用いて10歳で作曲を始めたとしている。
アレクサンダーの両親は彼が13歳の時に離婚し、彼と自閉症の弟は母親によって育てられた。
中学から高校にかけてホモフォビアによるいじめを受けており、自身の性的指向に対する自己嫌悪から自傷行為に走ったり、過食症を患った。
モンマス総合学校への在学中、アレクサンダーは『ガイズ・アンド・ドールズ』でベニー役、The Caucasian Chalk CircleでCorpolal役を演じた。GCSEを修了した後、アレクサンダーはヘレフォード芸術大学で舞台芸術を学んだ。アレクサンダーはイギリスのテレビドラマシリーズ『スキンズ』のオーディションの最中にエージェントによる力添えを得た。NylonMagazineTVのYouTubeにアップロードされたビデオの中でアレクサンダーは演技のキャリアを伸ばす為にヘレフォード芸術大学を中退したと話した。

## 音楽活動

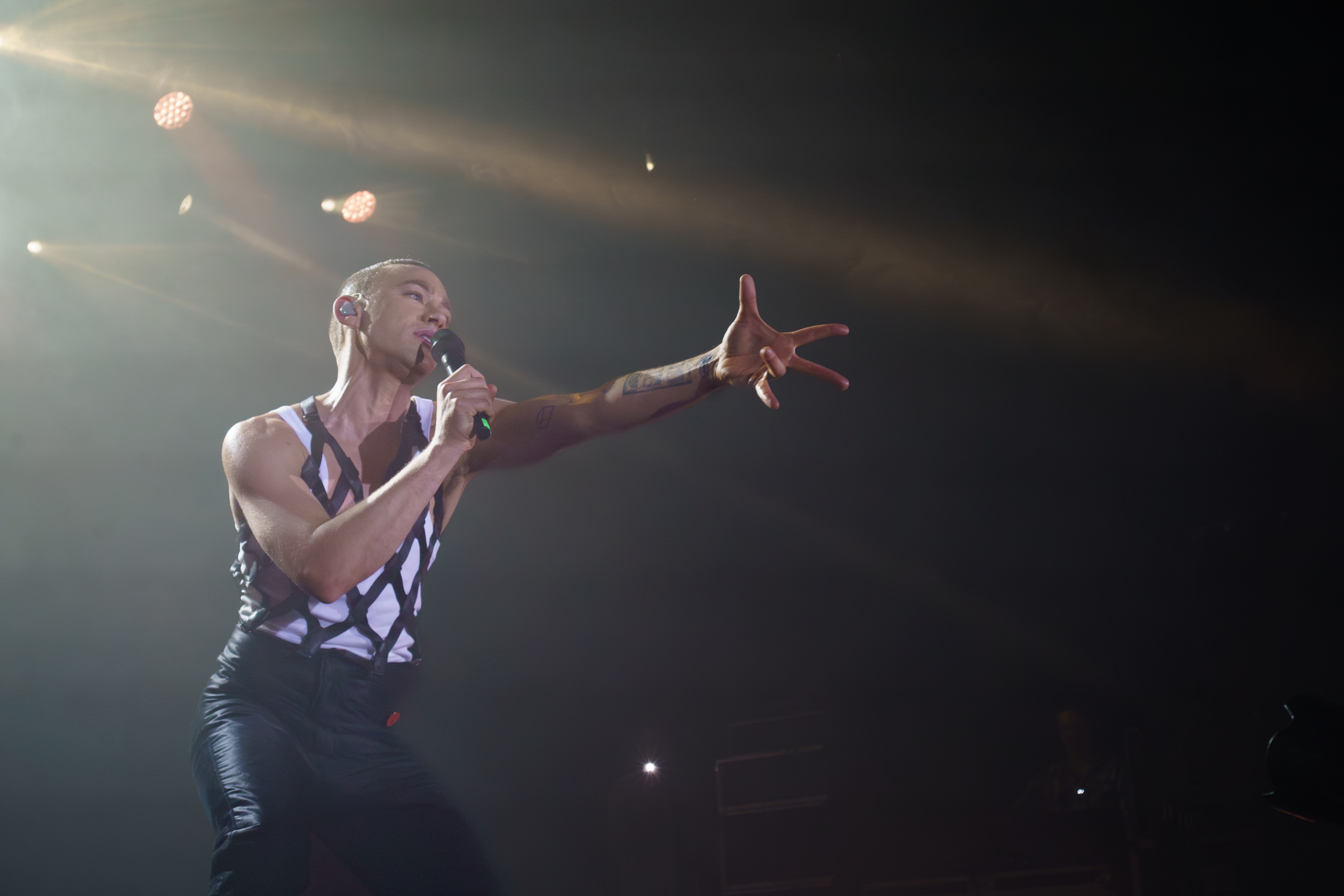
2024年

イヤーズ・アンド・イヤーズは2010年に結成され、シャワーの中で歌うアレクサンダーの歌声を気に入ったメンバーのミキー・ゴールドスワシーに誘われる形でリード・ボーカルとしてバンドに参加した。イヤーズ・アンド・イヤーズは2作の全英1位アルバム、シングル「キング」の全英1位を含む世界中でのヒットといった成功を収めた。
2021年、バンドはアレクサンダーによるソロ・プロジェクトとなった。
同年にはブリット・アワードでエルトン・ジョンとともにパフォーマンスを行い、大きな称賛を浴びる。
2023年12月にユーロビジョン・ソング・コンテスト2024のイギリス代表に選ばれた。それと同時期にイヤーズ・アンド・イヤーズの解散を発表。アレクサンダーはダニー・L・ハールと共に製作した『ディジー』で出場することとなる。
2024年3月に『ディジー』がポリドール・レコードから発売された。この曲は、イヤーズ・アンド・イヤーズ解散後、初めてオリー・アレクサンダー名義でリリースした曲である。
2025年にはオリー・アレクサンダー名義では初のアルバム『ポラーリ』を発売。

## 俳優活動
アレクサンダーは2008年の『サマーヒル』で俳優活動を本格的にスタートさせた。
2021年にはエイズ渦に翻弄されるゲイの若者を描いたドラマ『IT'S A SIN 哀しみの天使たち』に主演。劇中では激しい濡れ場を披露しており、濡れ場の撮影だけで2日間の撮影日数を要した。ドラマはヒットし、多くの賞でノミネートされたほか、ドラマ放映後にイギリス国内でのHIV検査数が爆発的に増加するなど社会現象化した。

## その他の活動
2017年、初めてゲイ雑誌『アティテュード』の表紙を飾った。
2018年にはペーパー・マガジンの表紙や特集に登場し、ジョックストラップを履いた姿などを披露した。

## 人物

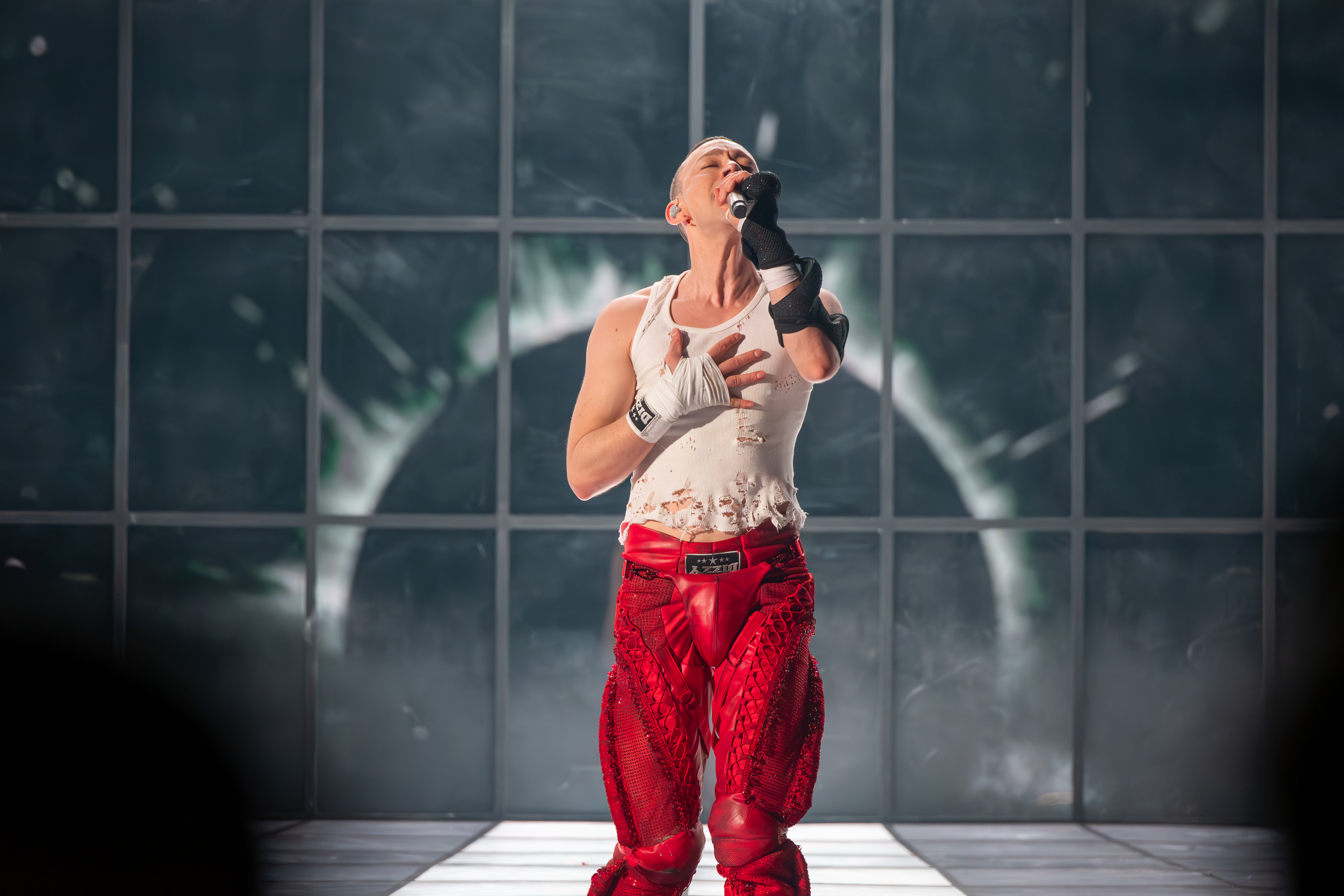
2024年、ユーロビジョンの最終リハーサルで歌うアレクサンダー

アレクサンダーはゲイを公表している。クリーン・バンディットのヴァイオリニストであるニール・アミン・スミスと交際していたが、2017年に破局。
2025年のインタビューの中で「今まで一番良かったキス」を訊かれた際、10年ほど前にパートナーとした初めてのキスを挙げている。
2018年のインタビューの中で「20代前半の頃と比べてセックスする回数が減った」と明かしていたが、2025年のインタビューでセックスの回数を訊かれた際には「出来る限り頻繁に」と答えている。
ツアーへ出る際には枕を持参していく。
スキンケアにはこだわっており、時間とお金をかけている。その中でもSPFを特に重要視しており、更にツアーに出る際のバッグの中はスキンケアやコスメでいっぱいだという。
ベジタリアンである。
歌手のケイト・ブッシュや、俳優のイアン・マッケランのファンでもある。

## ディスコグラフィー

### オリジナル・アルバム
- ポラーリ - Polari（2025年）

### コンピレーション・アルバム
- オデッセイ - Odyssey（2024年）
  - イヤーズ・アンド・イヤーズ時代のヒット曲と「ディジー」を収録。配信限定。

## 主な出演作品
| 公開年 | 邦題 原題                                    | 役名                 | 備考                        |
| ------ | -------------------------------------------- | -------------------- | --------------------------- |
| 2009   | ブライト・スター Bright Star                 | トム                 |                             |
| 2009   | エンター・ザ・ボイド Enter The Void          | ヴィクター           |                             |
| 2009   | ダスト Dust                                  | エリアス             |                             |
| 2010   | ガリバー旅行記 Gulliver's Travels            | オーガスト王子       |                             |
| 2012   | 大いなる遺産 Great Expectations              | ハーバート・ポケット | 日本劇場未公開、WOWOWで放映 |
| 2014   | ゴッド・ヘルプ・ザ・ガール God Help the Girl | ジェームズ           |                             |
| 2014   | ライオット・クラブ The Riot Club             | トビー               |                             |
| 2021   | IT'S A SIN 哀しみの天使たち It's A Sin       | リッチー             |                             |